# Rock’n Dance
Rock’n Dance – ósmy album zespołu Top One wydany przez wytwórnię J&J Studio 1993 roku. Album zawiera 8 coverów polskich piosenek rockowych. Gościnnie w utworach „Jestem twoim grzechem” i „Mam dość” śpiewa Kasia Lesing.

## Lista utworów
1. „Mniej niż zero” (muz. Jan Borysewicz, sł. Andrzej Mogielnicki)
2. „Ich marzenia” (muz. Wojciech Łuczaj, sł. Krzysztof Jaryczewski)
3. „Jestem twoim grzechem” (muz. Romuald Lipko, sł. Andrzej Mogielnicki)
4. „Zaopiekuj się mną” (muz. Piotr Mikołajczyk, Zbigniew Nikodemski; sł. Andrzej Adamiak, Andrzej Senar)
5. „Przeżyj to sam” (muz. Grzegorz Stróżniak, sł. Andrzej Neto)
6. „Mam dość” (muz. Grzegorz Stróżniak, sł. Małgorzata Ostrowska)
7. „Słodkiego, miłego życia” (muz. Sławomir Łosowski, sł. Marek Dutkiewicz)
8. „Kamikadze wróć” (muz. Adam Patoch, sł. Jan Sokół)
9. „Rock’n Dance mix” (mix: Rafał Paczkowski)

- Nagrań dokonano w Studio W. P. R. w Łodzi i w Studio S-4 w Warszawie.

## Twórcy
- Paweł Kucharski – śpiew
- Dariusz Królak – instrumenty klawiszowe
- Dariusz Zwierzchowski – instrumenty klawiszowe
- Maciej Jamroz – perkusja, menadżer, producent
- Kasia Lesing – śpiew (gościnnie)
- Rafał Paczkowski – realizacja
- Rafał Bielski – projekt graficzny okładki